# Žan Pelko
Žan Pelko, slovenski nogometaš, * 28. september 1990.
Pelko je profesionalni nogometaš, ki igra na položaju vratarja. Od leta 2022 je član avstrijskega kluba DSV Leoben. Ped tem je branil za slovenska kluba Triglav Kranj in Zarico Kranj, avstrijska Ulrichsberg in Austrio Klagenfurt ter slovaške Zlaté Moravce. Skupno je v prvi slovenski ligi odigral 77 tekem.